# Antoni Velamazán Tejedor
Antoni Velamazán Tejedor, més conegut com a Toni Velamazán (Barcelona, 22 de gener de 1977) és un exfutbolista professional català, que ocupava la posició de migcampista.

## Trajectòria
Toni Velamazán es va formar al planter del FC Barcelona, tot formant part de la coneguda com Lleva del Mini. Va jugar en l'equip B entre la 94/95 i la 95/96. En aquesta darrera ja debuta amb el primer equip, tot disputant 11 partits i marcant 3 gols.
L'estiu de 1996 deixa el Barça i marxa al Reial Oviedo. Al club asturià hi juga fins a 34 partits, la majoria (28), de suplent, i a la campanya següent recala a l'Albacete Balompié, on gaudeix de més minuts.
Retorna a la màxima categoria amb el CF Extremadura per la temporada 98/99, amb qui jugaria 33 partits i marcaria 6 gols. L'estiu de 1999 s'incorpora al RCD Espanyol. Al club perico hi milita sis temporades, en les quals la seua aportació aniria de més a menys, de ser titular els primers anys a passar a la suplència i amb prou feines comptar. Amb l'Espanyol guanyaria una Copa del Rei (2000).
Deixa l'Espanyol i fitxa per l'Almeria CF la temporada 05/06, i a la temporada següent deixa el futbol d'elit per jugar amb el CE L'Hospitalet. En total, Toni Velamazán va jugar uns 200 partits a la màxima categoria.